# Гуанако
Гуана́ко (лат. Lama guanicoe, от кечуа wanaku) — млекопитающее рода лам семейства верблюдовых. Является предком одомашненной ламы.

## История
Первое описание гуанако даётся в книге «Хроника Перу» (1553 г.) Сьеса де Леона. Как вид были научно описаны немецким зоологом Филиппом Людвигом Стацием Мюллером в 1776 году.

## Внешний вид
Животное стройного, лёгкого телосложения, по пропорциям напоминающее оленя или антилопу, но с более вытянутой шеей. Длинная шея гуанако служит балансиром при ходьбе и беге. Длина тела 120—175 см, длина хвоста — 15—25 см, высота в холке 90—130 см; масса — 115—140 кг. Конечности двупалые, сохранились только третий и четвёртый пальцы. Ступни узкие, подвижные, между пальцами глубоко расчленены.

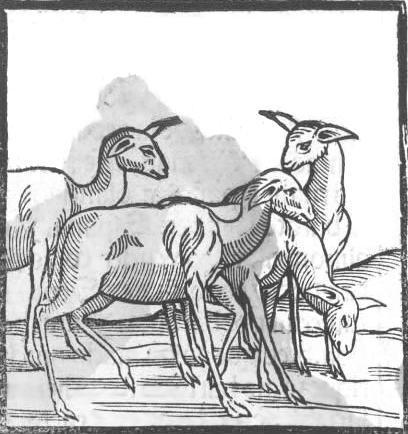
Первое в Европе изображение южноамериканских верблюдовых. Сьеса де Леон.

Вот как описывает Джеральд Даррелл гуанако в книге «Земля шорохов»:

«У него были длинные, точёные, как у скаковой лошади, ноги, стройное тело и длинная грациозная шея, немного напоминающая жирафью. Морда гораздо длинней и изящней, чем у ламы, но с таким же высокомерным выражением. Глаза были чёрные и огромные. Прядая маленькими изящными ушами и вскинув подбородок, гуанако как бы разглядывал нас в воображаемый лорнет. Позади него тесной и робкой стайкой стояли три его жены и два малыша, каждый ростом не больше терьера. Огромные, широко раскрытые глаза придавали им до того невинный вид, что это зрелище исторгло у женской половины экспедиции восторженные вздохи и сюсюканье. Мех животных был не грязно-бурым, как я ожидал, а почти красным. Только у шеи и ног был светлый оттенок, как у песка на солнце, а туловище было покрыто густой шерстью красивого красновато-коричневого цвета».

## Название
Слово «гуанако» происходит от wanaku, названия этого животного на языке кечуа.

## Распространение
Обитает в пампасах, полупустынях и высокогорьях Анд от южного Перу через Чили и Аргентины до Огненной Земли. Небольшая популяция есть в западном Парагвае. Поднимается до высоты 4000 м над уровнем моря.
По описаниям путешественников, являлись основным объектом охоты племени селькнамов, населявшего крупнейший остров Исла-Гранде архипелага Огненная Земля и вымершего после уничтожения их популяции белыми поселенцами-овцеводами.

## Образ жизни и питание

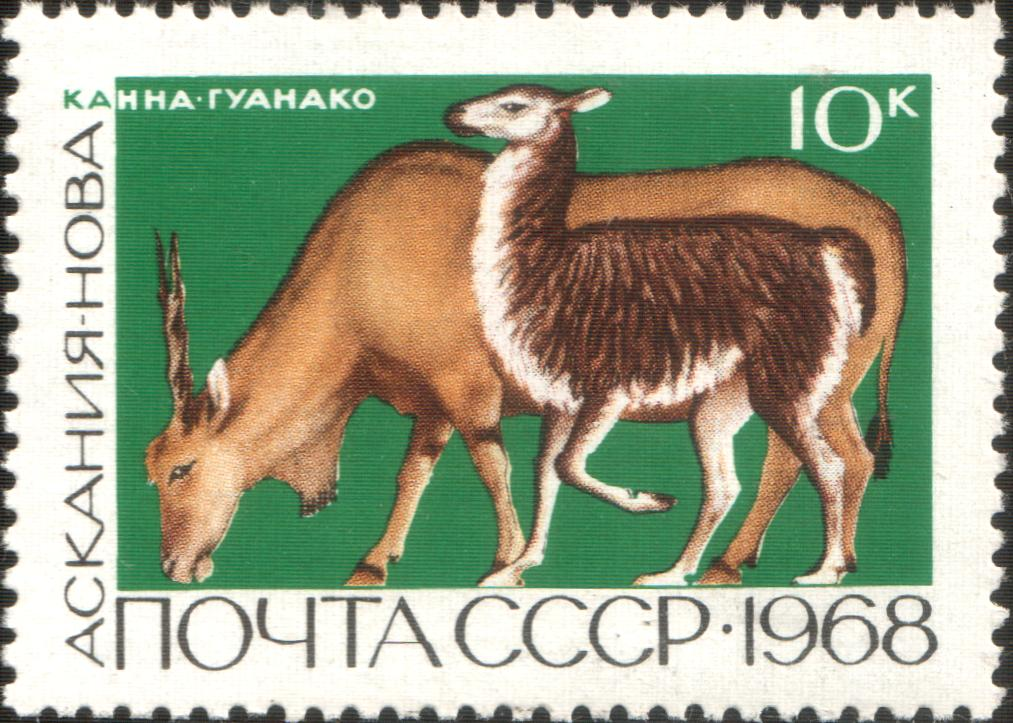

Гуанако способны развивать скорость до 56 км/ч. Бег важен для выживания этих животных, поскольку обитают они на открытых местах.
Травоядные животные, способны долгое время обходиться без воды.
Естественные враги: пумы, собаки.

## Социальная структура и размножение
Стадное полигамное животное. Один взрослый самец водит до 20 голов самок и молодых особей, выгоняя подросших самцов старше 6—12 месяцев, отгоняя других самцов и иногда самок. В семейные группы входят только 18 % взрослых самцов; остальные живут мужскими группами или поодиночке.
Гон у гуанако проходит от августа (на севере ареала) до февраля (на юге). В этот период между самцами происходят драки за обладание самками. Как и верблюды, гуанако поднимаются на задние ноги, придавливают друг друга шеями, кусаются, бьют передними ногами, плюют слюной и содержимым желудка. Спаривание гуанако, как и верблюдов, происходит в лежачем положении.
Беременность длится 11 месяцев. Рождается один, редко два детеныша. Молочное кормление продолжается 4 месяца. Половозрелыми самки становятся к двум годам.
Продолжительность жизни — 20 лет; в неволе до 28 лет.

## Статус популяции и защита
Численность вида заметно сокращается. Причина кроется в том, что гуанако является объектом охоты ради кожи, ценной шерсти и мяса, а также составляет конкуренцию домашнему скоту на пастбищах. В Чили и Перу гуанако находятся под защитой государства.